# Weißkrain

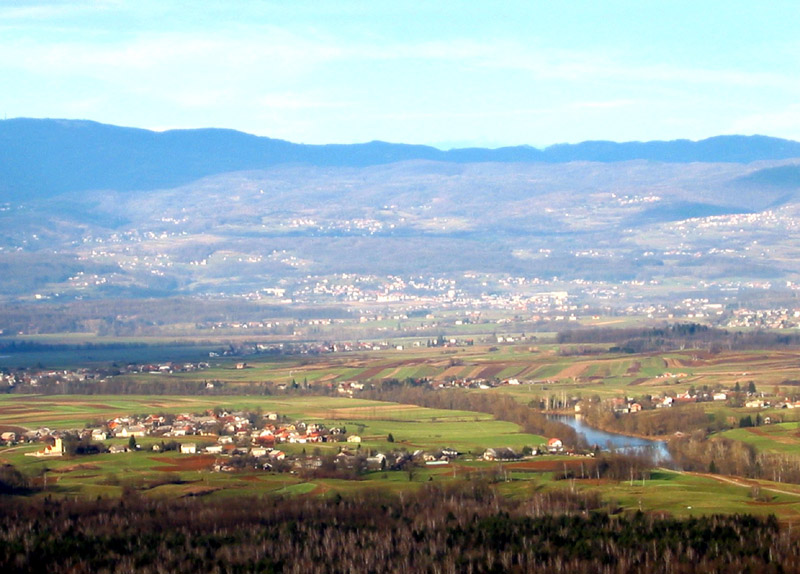
Bela krajina mit dem Fluss Kulpa, im Bildhintergrund das Gebirge Gorjanci

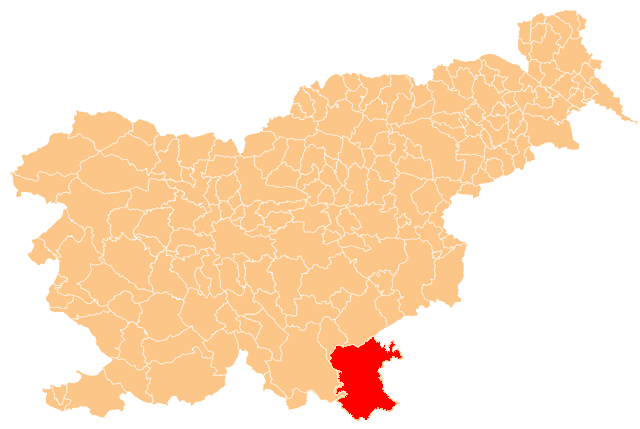
Lage der Region Bela krajina in Slowenien

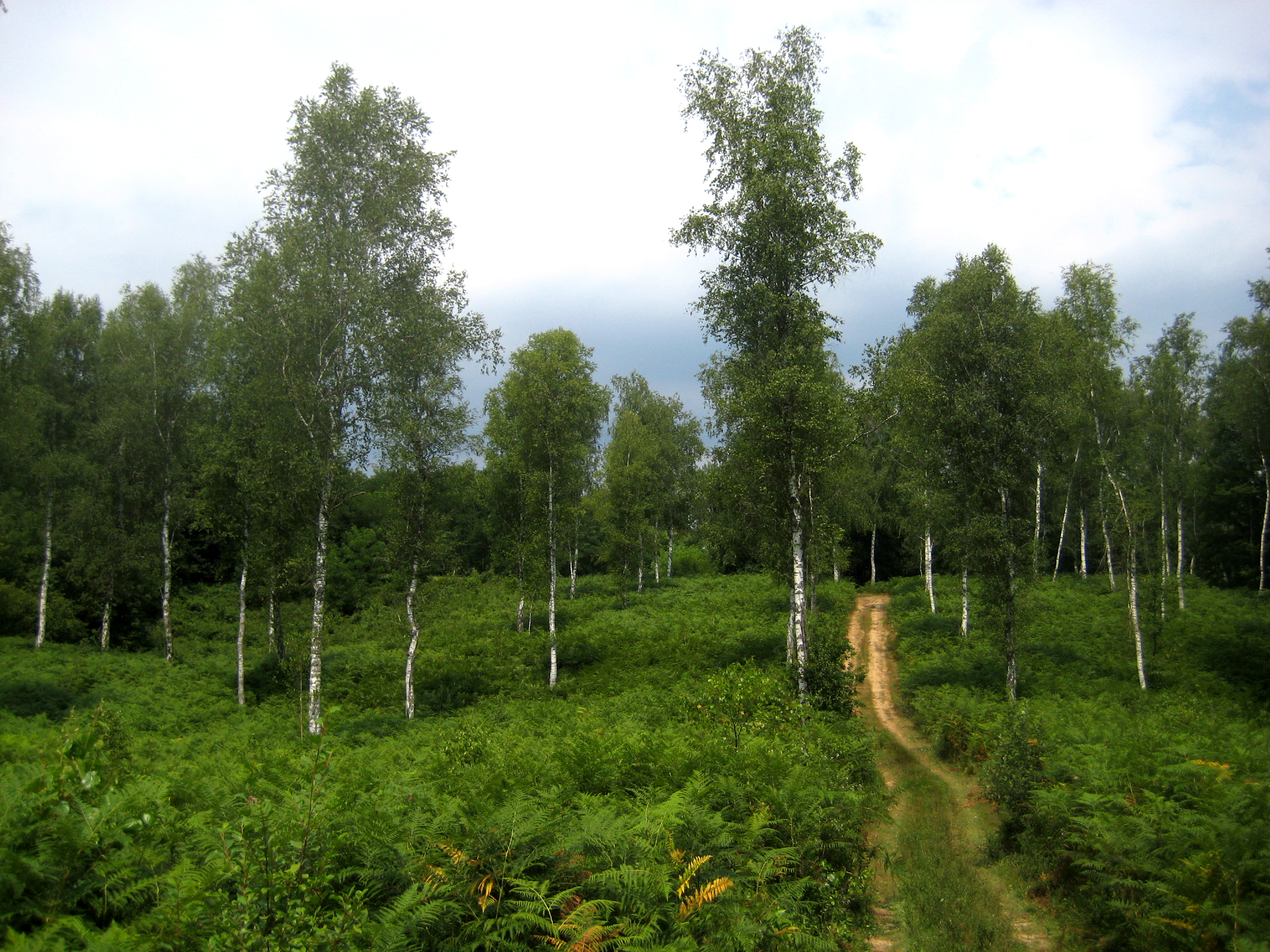
Ein für die Bela krajina typischer Steljnik, wo Adlerfarn als Einstreu für Ställe angebaut wurde

Die Bela krajina, deutsch Weißkrain oder Weiße Mark (im Mittelalter auch Grafschaft Möttling, Mark von Metlika bzw. Grafschaft in der Mark und Metlika), ist eine der historischen Landschaften (Pokrajina) in Slowenien. Sie war als Teil des Kronlandes Krain ein Teil der Österreichischen Monarchie (Cisleithanien). Der Fluss Kulpa und das Gorjanci-Gebirge stellten die Grenze zur östlichen ungarischen Reichshälfte (Transleithanien) dar.

## Geographie
Die Landschaft der Bela Krajna ist eine niedrig gelegene Karstebene: 48 % der Oberfläche liegen in einem Höhenbereich von 100 bis 200 m. Das Gelände ist geprägt von niedrigen Karsthügeln, zahlreichen flachen Dolinen und ausgedehnten Birkenwäldern. Der Hauptfluss ist die Kolpa mit ihren Nebenflüssen Lahinja, Dobličica und Krupa.
Im Westen geht die Ebene direkt in die Poljanska Gora über. Das Gebiet wird im Norden und Westen durch das Gorjanci-Gebirge und den Gebirgszug Kočevski Rog sowie im Süden und Osten durch den Fluss Kolpa/Kupa begrenzt, der auch Teil der Grenze zwischen Slowenien und Kroatien ist.
Die südöstlichen und östlichen Teile zeichnen sich durch Reliefoffenheit und den Übergang zu den pannonischen Regionen des benachbarten Kroatiens aus. Durch diese Lage herrscht in der Bela Krajna die pannonischen Klimamerkmale vor – in deutlichem Unterschied zu den anderen slowenischen Regionen.

## Ortschaften
Auf dem Gebiet der Bela krajina liegen drei Gemeinden: Metlika, Semič und Črnomelj.

## Rohstoffe

### Braunkohle
In Kanižarica bei Črnomelj gibt es Braunkohlevorkommen. Die Kohle wurde ab 1857 unter Tage in einem Bergwerk abgebaut, das 1997 geschlossen wurde. Nun ist auf dem Gelände ein Museum mit Ausstellung zum Kohlebergbau und einem begehbaren Stollen als kleines Besucherbergwerk eingerichtet worden.

### Bauxit
In der Ortschaft Hrast bei Vinica gibt es einen der größten Fundorte von Bauxit in der Bela krajina, die allerdings insgesamt zu gering sind, um wirtschaftlich ausgebeutet zu werden. Beim Weiher Krivača gibt es eine Fundstelle mit Lehrtafel.

## Geschichte

### Kelten und Römer
Um den Ort Podzemelj herum finden sich keltische Hügelgräber. Überreste einer keltischen Siedlung findet man auf dem Hügel Kučar, an dessen Fuß die Orte Podzemelj und Zemelj liegen. Aufgrund der geologischen Gegebenheiten sind die Grabbeigaben stark verwittert. Im Jahre 2018 wurde bei Bauarbeiten auf einem Feld in Podzemelj eine Goldmünze gefunden. Auf dieser keltischen Nachahmung ist Alexander der Große abgebildet. Bereits im Jahre 1930 fand man bei Grabungen eine Urne, die aber zerstört worden ist.
Bei Rožanec ist im Wald ein Mithräum aus dem 2. Jahrhundert vorhanden. An der Wand eines aufgelassenen Steinbruchs ist ein Relief zu sehen, das zu einer Kultstätte gehörte. Durch sauren Regen und Bewuchs mit Flechten und Moos ist das Relief in den letzten Jahrzehnten verfallen, eine Kopie von 1953 ist im Regionalmuseum der Weißkrain „Belokranjski muzej“ in Metlika zu sehen.

#### Kroatisches Königreich
Das Gebiet der heutigen Bela krajina erscheint unter diesem Namen erst ab dem Jahre 1288 in alten Dokumenten. Es gehörte einst zum ungarisch-kroatischen Königreich. Die Besiedelung durch Slowenen wurde durch Urwälder und Gebirge behindert. Im Gegensatz dazu war das Gebiet nach Süden und Westen offen für die Besiedelung durch Kroaten bis zum 12. Jahrhundert; als der deutsche Adel dieses Gebiet besetzte, war es unter allen Gesichtspunkten als kroatisch zu bezeichnen.

#### Österreichische Monarchie
Anfang des 12. Jahrhunderts verlief die Grenze der Windischen Mark und der Mark Krain zu Ungarn und Kroatien am Oberlauf der Krka und nördlich der Gorjanci. Etwa um 1127 (bis 1131) begannen die Grafen von Weichselberg gemeinsam mit dem Spanheimer Bernhard von Trixen und den Truppen des Erzbistums Salzburg eine Offensive gegen Ungarn, dessen Streitkräfte sie jenseits der Flüsse Kolpa (kroatisch Kupa) und Bregana (südlich der Gorjanci) zurückdrängten. Irgendwann zwischen den Jahren 1135 und 1172 wurde das Gebiet der heutigen Bela krajina den Kroaten entrissen. Aus den von den Grafen von Weichselberg eroberten Gebieten in den Grenzen Poljanska Gora im Westen, entlang der Kolpa bis zu den westlichen Ausläufern der Gorjanci im Osten entstand dadurch die Bela krajina.
In späteren Zeiten gibt es in der Bela krajina keine Nachweis von kroatischen Feudalherren mehr. Im 13. Jahrhundert begannen beide Parteien mit einer intensiven Kolonisierung beiderseits der Kolpa. Hierbei spielte der deutsche Ritterorden in der Bela krajina eine wichtige Rolle. Die Kolpa wurde als Grenze anerkannt, was der Bela krajina im Mittelalter zu einer stabilen Grenze verhalf.
Die Bela krajina wird häufig als Teil der Region Dolenjska betrachtet. Das ist historisch gesehen aber nur insoweit sinnvoll, als die Herrscher der Dolenjska auch über die Bela krajina geherrscht haben. Es ist also eine rein politische Sichtweise. Diese recht einseitige Betrachtung lässt aber wichtige kulturelle (der Einfluss Kroatiens und die ursprüngliche Besiedelung durch Kroaten), soziologische (Vermischung der Bevölkerung), klimatische aber auch wichtige geschichtliche Differenzen (Einwanderung von Uskoken und anderen Flüchtlingen) zwischen der Bela krajina und der Dolenjska außer Acht.
Hierzu führen die Historiker Peter Štih und Vasko Simoniti von der Philosophischen Fakultät der Universität Ljubljana an, dass die „Grafschaft in der Mark und Metlika“, welche vor allem die heutige Bela krajina umfasst, unter den Habsburgern bis zum 16. Jahrhundert ihre Eigenständigkeit bewahrte. Obwohl sich ihr Herrschaftsbereich durch die Erbschaft der Besitzungen des Görzer Grafen Alberts III. im Jahre 1374 bis an die Kolpa erweiterte, schlossen sie die Grafschaft in der Mark und Metlika ihren Krainer Besitzungen nie an, sondern bestätigten deren Privilegien aus dem Jahre 1365. Die Grafschaft bewahrte sich somit durch das Mittelalter hindurch ihre rechtliche Souveränität. Erst im Jahre 1593 bestätigte Kaiser Rudolf II. die Privilegien von Krain, der Mark und Istriens gemeinsam in einem Dokument.

##### Verwaltungsgliederung zu k.u.k.-Zeiten
Zusammen mit dem Gerichtsbezirk Tschernembl (Črnomelj) bildete der Gerichtsbezirk Möttling den politischen Bezirk Tschernembl.

### Burgen und Schlösser
Im Gegensatz zum rechten Ufer der Kolpa, das durch Sumpfgebiete, Wälder und Brachland eine Art von natürlichem Verteidigungsgürtel besaß, hatte die Bela krajina nichts dergleichen. Erst die bewaldeten Gorjanci boten dem dahinterliegenden Gebiet der Unterkrain einen natürlichen Schutzwall gegen Einfälle aus dem Süden.
Eine ihrer wichtigsten Burgen lag ab dem 14. Jahrhundert im heutigen Metlika (deutsch: Möttling), wodurch auch Grafschaft Möttling oder Mark von Metlika zu lesen ist. Als Grenzland hatte die Bela krajina früher viele Burgen, die jedoch durch Kriege zerstört wurden. Weitere Burgen und Festungen bzw. deren Überreste befinden sich beispielsweise in Črnomelj, Gradac und Vinica. Die davon historisch bedeutendste und größte Burg Pobrežje, wurde im Zweiten Weltkrieg durch Brände stark beschädigt und nach dem Krieg zerstört. Nur noch fragmentarische Überreste können heute besichtigt werden.

### Bevölkerung
Die Zusammensetzung der Bevölkerung spiegelt die Geschichte wider. Es gab immer auch einen kroatischen Einfluss, es gibt natürlich viele ethnisch gemischte Ehen zwischen Kroaten und Slowenen. Als Besonderheit in Slowenien bestehen auch heute noch ethnisch ziemlich homogene serbische Dörfer, deren uskokische Vorfahren als Wehrbauern entlang der Kolpa bzw. damaligen Militärgrenze angesiedelt wurden. Hierzu zählen die Dörfer Marindol, Žuniči, Miliči, Paunoviči und Bojanci. Weiterhin gibt es eine verhältnismäßig starke Romabevölkerung. Zum Teil sind die Roma gut integriert, zum Teil aber auch sehr schlecht. Der Lebensstandard der Roma ist sehr unterschiedlich. In den Romasiedlungen findet man einerseits sehr schöne Häuser, andererseits aber auch baufällige Hütten. Teilweise sind die Romasiedlungen überhaupt nicht an die öffentliche Infrastruktur angebunden, wie z. B. Trinkwasserversorgung, Stromnetz oder Kanalisation. Die Siedlungen wurden oft illegal errichtet, und nicht überall wurden sie legalisiert. Es werden viele Ursachen für die Nichtintegration aufgeführt, unter anderem auch die mangelnde Bereitschaft der Roma, sich zu integrieren. Andererseits wird von diesen angeführt, dass die gemachten Integrations- bzw. Hilfsangebote unpassend seien bzw. auch, dass es zu wenig sozialen Wohnraum für Romafamilien gäbe, die meist viele Mitglieder umfassen. Teilweise wehren sich Dorfgemeinschaften erbittert, wenn eine Romafamilie sich dort ansiedeln möchte, wie z. B. im Falle des Ortes Vranoviči.
Das Verhältnis zu den benachbarten Kroaten auf der anderen Seite der Kolpa kann man als durchaus gut nachbarschaftlich bezeichnen. Im Gegensatz zu anderen Grenzgebieten gab es nie größere Probleme oder gar Grenzstreitigkeiten. Bei Hochzeiten spielt die Grenze keine Rolle. Auch Beschäftigung finden vor allem die Kroaten in Betrieben in der Bela krajina und in Novo mesto.

#### Ethnologisches Schatzkästlein
Die Bela krajina gilt als ethnologisches Schatzkästlein Sloweniens. Unter anderem deswegen, weil sich hier noch viele alte Bräuche, wie beispielsweise das Jurjevanje-Fest, erhalten und verschiedene Kulturkreise berührt und vermischt haben (Slowenen, Kroaten, Uskoken). Das Jurjevanje-Fest wird am 24. April (Sankt Georgstag) begangen. Es ist ein Frühlingsfest: Ein junger Mann wird mit grünen Baumzweigen vollkommen verkleidet und von einer Trachtengruppe begleitet. Die verschiedenen Kultureinflüsse zeigen sich vor allem in den unterschiedlichen hier gesprochenen Dialekten. Während der Dialekt in der Gegend von Semič sehr an die Mundart in der Region Dolenjska um Novo mesto herum erinnert, verwendet man in der Gegend von Adlešiči bis nach Vinica an der Kolpa schon sehr viele kroatische Ausdrücke. Die Ursachen dafür, dass sich diese „Eigentümlichkeiten“ erhalten haben, liegen darin, dass diese Gegend bedingt durch die geographischen Gegebenheiten lange Zeit schwer erreichbar war. Nach Norden und Westen wird die Bela krajina von den Gebirgszügen Gorjanci und Kočevski Rog vom restlichen Slowenien abgetrennt, nach Süden und Osten hin vom Fluss Kolpa. Der Anschluss an das Eisenbahnnetz geschah beispielsweise erst vor ca. 100 Jahren, und noch heute ist die Straßenanbindung über das Gorjanci-Gebirge nach Novo mesto unzulänglich.

#### Auswanderungswellen
Einschneidende Ereignisse waren die Auswanderungswellen Ende des 19. Jahrhunderts bis in die 1920er Jahre in die Vereinigten Staaten und Westeuropa sowie in den 1960er Jahren nach Westeuropa (Bundesrepublik Deutschland, Schweiz, Schweden, Frankreich, Belgien, England usw.) sowie in die USA und Kanada. Ein wichtiger Grund für die Auswanderungswelle Ende des 19. Jahrhunderts, als die Menschen ihr Glück vor allem in den USA suchten, war die massive Beeinträchtigung des wirtschaftlich wichtigen Weinanbaus durch den Befall der Reben durch die aus den USA über Frankreich (1860) eingeschleppte Reblaus. In jüngster Zeit kam auch die These auf, dass vor allem der Goldrausch in den USA der Grund für die Auswanderung gewesen sei, nachdem ein Rückkehrer aus Amerika mit Taschen voller Goldmünzen nach Semič kam.

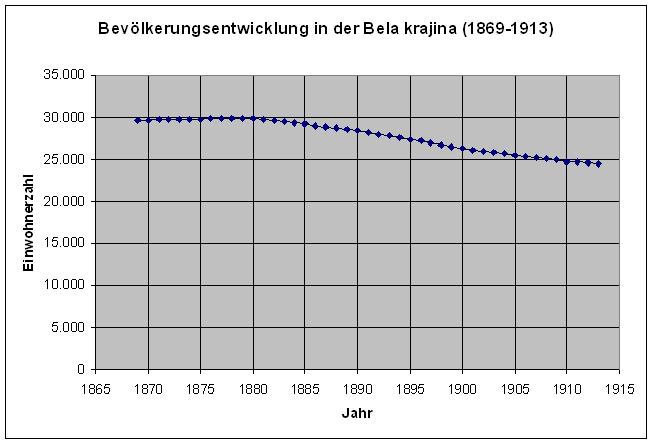
Quelle: Volkszählungen

## EU-Außengrenze
Die Schengengrenze, die in der Bela krajina mit dem Fluss Kolpa zusammenfiel, behinderte den wirtschaftlichen und kulturellen Austausch mit Kroatien und vor allem mit der Stadt Karlovac. Früher wurde beispielsweise der große Wochenmarkt in Karlovac stark von den Bewohnern der Bela krajina frequentiert. Auch der Besuch von Sportveranstaltungen (z. B. Basketball) war beliebt, weil das Angebot in Karlovac viel größer als in Novo mesto war und die Stadt gut per Schienenbus zu erreichen war.
Seit dem EU-Beitritt Kroatiens am 1. Juli 2013 wurden im Wechsel nur noch jeweils von einem Grenzposten Passkontrollen durchgeführt. Die zwischenzeitlich entfallenen Kontrollen wurden im Rahmen der Flüchtlingskrise wieder verstärkt.
Nach dem Beitritt Kroatiens zum Schengenraum am 1. Januar 2023 entfielen die Grenzkontrollen zwischen Slowenien und Kroatien und der Fluss Kolpa stellt nun nicht mehr die Schengenaußengrenze dar.
Obwohl über die slowenisch-kroatische Grenze in der Bela Krajina zur Zeiten der Flüchtlingskrise im Jahre 2016 keine Flüchtlinge gekommen sind, wurde ab November 2015 die Grenze an vielen Stellen zunächst durch einen Stacheldrahtzaun befestigt und später durch einen Grenzzaun ersetzt. Gegen die Errichtung dieser Grenzbefestigungen in einer Nacht-und-Nebel-Aktion sprachen sich viele Bürger aus. Vom Tourismuszentrum RIC Črnomelj wurde sehr kritisiert, dass der Stacheldraht den beginnenden Tourismus und die ersten Erfolge zunichtemachen würde, weil dieser den Zugang zum Fluss Kolpa unmöglich machen würde. Außerdem hatte der Stacheldraht (aber auch der Zaun) verheerende Auswirkungen auf das Wild, das sich dort verfängt und verendet, wenn es den Fluss queren möchte.
2022 wurde der Grenzzaun von der slowenischen Regierung wieder abgebaut.
Obwohl niemand in der Bevölkerung die Einschränkungen durch den Grenzzaun in Kauf nehmen wollte, gab es gegen die Errichtung eines Erstaufnahmezentrums für Flüchtlinge in Črnomelj großen Widerstand, der sogar zu einer Demonstration führte. Aufgrund der großen wirtschaftlichen Schwierigkeiten in der Region fühlte man sich vom Staat missachtet aber auch ausgenutzt, denn man wollte keine Flüchtlinge aus dem Nahen Osten haben. Große Solidarität bewies man hier, als während des Jugoslawienkrieges Flüchtlinge aus Bosnien in den leerstehenden Kasernen untergebracht waren.

## Industrie und Wirtschaft

### Wirtschaftliche Entwicklung seit dem Zweiten Weltkrieg
In den vergangenen Jahren haben eine Anzahl von namhaften und traditionsreichen Unternehmen wegen wirtschaftlicher Schwierigkeiten bzw. Umstrukturierungen entweder Personal abgebaut (z. B. Beti), ihre Produktion zumindest teilweise verlagert (Danfoss, Secop) bzw. geschlossen. Aufgrund der dadurch entstandenen angespannten wirtschaftlichen Situation und verhältnismäßig hohen Arbeitslosenzahl hat der slowenische Staat ein Förderprogramm aufgelegt, welches die Wirtschaftsregion Pokolpje unterstützen soll, zu der auch die Bela krajina gehört. Zum Teil gelang es neue Unternehmen anzusiedeln, wie das beispielsweise auf dem Gelände des stillgelegten Braunkohlebergwerkes Kanižarica bei Črnomelj geschah. In Stari Trg (Gemeinde Črnomelj) wurden die Gebäude der Firma Komet von einem Strumpfhersteller (Ana) übernommen.
Einige Probleme sind aber auch hausgemacht. Es wird zunehmend auch die Haltung der Bevölkerung beispielsweise in Zeitungskommentaren oder Glossen kritisiert, die so ist, dass sich Eigeninitiative nicht lohnen würde „es lohnt nicht“, sei es beispielsweise der Anbau von Gemüse und Obst für den Eigenbedarf. Dem Gegenüber stehen immer wieder Einzelpersonen, die versuchen durch neue Angebote, beispielsweise im Tourismus durch die Verbindung von Kulinarik und Kultur aber auch im Jugendbereich neue Wege zu gehen.

### Wirtschaftliche Situation in Črnomelj
Die Wirtschaft in Črnomelj ist ähnlich wie in Metlika, schwer von der aktuellen globalen Finanzkrise aber auch von der Strukturänderungen in den letzten 20 Jahren besonders schwer betroffen. Zum einen wurde die Kohleförderung eingestellt und zum anderen wurde die Kompressorenfabrik von Danfoss geschlossen. Mittlerweile hat der Abgasanlagenhersteller Akrapovic die Fertigungshallen übernommen.

### Wirtschaftliche Situation in der Gemeinde Metlika
Das Gelände des früheren Textilunternehmens Beti wird derzeit zu einer Industriezone umgebaut. Die Infrastruktur wird erneuert. In nahegelegenen Ort Rosalnice stellt seit dem Jahre 1960 das Unternehmen Komet Bademoden und Unterwäsche und Bademoden her. Ei großer Teil der Nähereinnen sind Tagespendler aus den nahegelegenen kroatischen Orten.
In Rosalnice befindet sich der Stammsitz des Sanitärunternehmens Kolpa. Das Unternehmen stellt Badezimmer her und exportiert diese vor allem nach Mittel- und Südosteuropa.

### Wirtschaftliche Situation in Semič
Die jüngste Gemeinde, Semič, steht wirtschaftlich am besten von allen drei Gemeinden da, nachdem der größte Industriebetrieb Iskra sistemi d.d. im Bereich PE-Kondensatoren wieder erfolgreich ist.
 → siehe Hauptartikel PCB-Verschmutzung der Krupa

### Weinanbau
Traditionell wird in allen drei Gemeinden Wein angebaut. Einzelne Weinbauern haben mittlerweile qualitativ hochwertige Weine im Angebot, die auch international ausgezeichnet worden sind. Ein Beispiel hierfür ist das Weingut von Jožef Prus aus Krmačina bei Metlika.

## Infrastruktur
Die veraltete Infrastruktur wird mittlerweile als eines der wichtigsten Hürden für eine wirtschaftliche Entwicklung der Region angesehen. Defizite in der Infrastruktur sieht man in den mangelhaften Verkehrsanbindungen aber auch in der Stromversorgung und im Angebot an weiterführenden Schulen.

### Verkehrsprobleme
Es wird schon viele Jahre über eine Verbesserung der Verkehrsanbindungen in die Region Dolenjska, d. h. vor allem nach Novo mesto diskutiert. Bislang ist man sich aber noch nicht über die Trassenplanung einig. Ein Autotunnel durch die Gorjanci ist seit vielen Jahrzehnten im Gespräch. Dieser sollte die Verbindung nach Novo mesto verkürzen und vor allem auch sicherer machen, da bislang die Pass-Straßen über die Gorjanci (Vahta-Pass) und am Kočevski-Rog bewältigt werden müssen.
Črnomelj besitzt einen Bahnhof an der Eisenbahnstrecke Karlovac–Ljubljana.

### Unzuverlässige Stromversorgung
Außer der Stromversorgung von Novo mesto über die Gorjanci gibt es bislang keine 110-kV-Reservestromverbindung zwischen der Bela krajina und dem Rest Sloweniens. Dies führt immer wieder zu Stromversorgungsengpässen. Dies zeigt sich zeitweise an flackernden Glühbirnen und schwachen Heizleistungen von Elektroherden. Industrieunternehmen klagen infolgedessen über Produktionsausfälle, weil Maschinen nicht funktionieren. Abhilfe soll eine neue 110-kV-Freileitung mit zwei Systemen von Kočevje nach Črnomelj leisten. Die Investitionskosten hierfür sollen etwa 15,2 Mio. Euro betragen. Eine Arbeitsgruppe wurde von der Regierung in Ljubljana mit der Ausarbeitung eines entsprechenden Raumordnungsplanes beauftragt. Es gibt dafür momentan noch etwa vier Trassenvarianten (Nordvarianten A, B und C jeweils über Onek sowie eine Südvariante über Mozelj).

## Schulwesen
Es gibt Grund- und Hauptschulen sowie Gymnasien in allen drei Gemeinden.
Alle drei Gemeinden unterstützen die Gründung einer Universität in Novo mesto für die Regionen Dolenjska, Bela krajina, Kočevsko-Ribniška und Posavje. Die Gründung dieser regionalen Universität verzögert sich leider immer wieder.

## Naturschönheiten und Umweltprobleme
Wichtig für das Verständnis ist auch, dass trotz einiger Probleme die Natur in der Bela krajina noch großteils intakt ist. Dies sieht man auch am Vorkommen einer Art des Grottenolmes in den Karst Gewässern und den vielen dort vorkommenden Libellenarten (Odonata). Von 78 in Slowenien heimischen Libellenarten kommen 48 in der Bela Krajina vor. Die Gattung „Lestes macrostigma“ kommt in Slowenien nur in dieser Region vor.
Im Sommer 2012 wurde ein rekordverdächtig großer Wels bei Radiviči bei Metlika gefangen. Er war 195 cm lang und wog 40 kg. Der größte Wels wurde im Jahre 1952 gefangen, er wog 53 kg.
In der Bela krajina sollen ungefähr 45 verschiedene Orchideenarten wachsen.

### Umweltprobleme

#### Verschmutzung durch PCB
Im Jahre 1984 Jahren wurde aufgedeckt, dass der Fluss Krupa, der bei Primostek in die Kupa mündet, durch unsachgemäß gelagerte Abfälle der Firma Iskra Kondenzatorji aus Semič mit Polychlorierten Biphenylen (PCB) verseucht worden ist. Die Verschmutzung wurde rein zufällig von Wissenschaftlern des Gesundheitsamtes in Maribor und später auch in Ljubljana entdeckt, als man die Quelle der Krupa untersuchte, um diese zur Trinkwassergewinnung für die Bela krajina zu untersuchen. Besonders problematisch ist die Tatsache, dass es sich hier um eine Karstlandschaft handelt. Noch heute ist die Belastung hoch und kann in Bodenproben, Fischen, im Wasser, in Haustieren usw. nachgewiesen werden.

#### Überdüngung
Problematisch ist die Belastung der Flüsse (vor allem der Kolpa) durch die verstärkte Verwendung von künstlichen Düngemitteln und Düngemitteln aus der Biogasanlage in Črnomelj. Zu sozialistischen Zeiten verwendeten die meist kleinen Bauernhöfe nur Dung zur Düngung, was der Karstlandschaft mit nur dünnen Humusböden gut angepasst war. Nun versucht man durch Flurbereinigungsmaßnahmen (Zusammenlegung landwirtschaftlicher Nutzflächen) die Feldgröße zu erhöhen. Die wenigen verbliebenen Bauernhöfe versuchen nu durch Einsatz von Kunstdünger und vor allem auch Gülle, die vorher nie in dieser Gegend zur Düngung verwendet worden ist, den Ertrag zu steigern.

#### Biogasanlage Črnomelj (Lokve)
Die vor einigen Jahren in Betrieb gegangene Biogasanlage in Črnomelj ist andauernder Kritik ausgesetzt. Viele Bewohner Črnomeljs beklagen sich immer wieder darüber, dass sie wiederholt unerträglichem Gestank aus der Anlage ausgesetzt seien. Laut Zeitungsberichten werden bis zu 30.000 Tonnen Gülle pro Jahr auf die Felder ausgetragen.
Bereits im Mai 2012 besuchte eine Delegation von 30 Bürgern aus der Bela krajina den damaligen Minister für Landwirtschaft und Umwelt, Franc Bogovič, um ihn auf die Problem mit der Gülle aus der Biogasanlage zu informieren, sie aber keine Antwort auf ihre Einladung vom April nach Črnomelj erhalten hatten. Im Rahmen ihres Besuches überreichten sie dem Minister auch eine Petition, die 2780 besorgte Bürger unterschrieben hatten. Teil der Abordnung aus der Bela krajina waren neben Vertretern der Bürgerinitiative Proteus auch die zwei Ökologen Dušan Plut und Božidar Flajšman. Es wurde vor allem auch kritisiert, dass die Landwirtschaftslobby Einfluss auf die Gesetzgebung nehme. Vor allem sei die Verarbeitung von organischen Abfällen mangelhaft geregelt. Der Minister hat zugegeben, dass die Lage der Biogasanlage nicht angemessen in der Umgebung sei.
Bei Untersuchungen des Gärrestes hat man festgestellt, dass die Grenzwerte für Salmonellen im Juni 2012 überschritten worden sind. Laut Pressemitteilungen mussten die Betreiber der Anlage eine hohe Strafe für die Ableitung der kontaminierten Gülle in eine nahe gelegene Schweinefarm bezahlen. Beobachter sprechen davon, dass sogar aus dem Ausland (z. B. Bosnien-Herzegowina) Schlachtabfälle in der Biogasanlage verwendet werden, deren Nachverfolgbarkeit aber nicht gewährleistet ist. Eine lokale Bürgerinitiative namens Proteus hat sich gebildet und kämpft für Verbesserungen. Umweltaktivisten kritisieren in diesem Zusammenhang, dass die maßgebende slowenische Verordnung zur Verarbeitung biologisch abbaubarer und gemischter Kommunalabfälle auf Grenzwerten beruhen, die in Dänemark, Deutschland und Frankreich gelten, wo es keinen oder nur wenig Karst gibt und die Böden dort deswegen eine höhere Selbstreinigungskraft besitzen.
Vom Veterinäramt Sloweniens (VURS) wurde dem Unternehmen aufgrund der Salmonellenfunde Ende Juni 2012 untersagt, die Gülle auf landwirtschaftlich genutzte bzw. auch für anders genutzte Flächen auszubringen. Laut Presseberichten plant der Konzern Petrol, diese Biogasanlage zu übernehmen, die bislang in Besitz der Firma Bioenerg aus Domžale ist. Dennoch fürchtet Proteus, dass dieses Verbot umgangen wird, indem 2000 m3 Gülle in offenen Becken der nahegelegenen Schweinefarm gelagert werden und fordern das Schließen der Biogasanlage.

## Festivals bzw. Kulturveranstaltungen
- „Dajmo malo fušat“ Amateurmusikfestival (vokal-instrumental) in Metlika im Februar (2014 bereits zum 10. mal)
- „Jurjevanje“ in Črnomelj (Folklore-/Ethnofestival im Juni)
- „Črnfest“ in Črnomelj (Veranstaltungen für Jugendliche und Junggebliebene: Musik, Theater, Kabarett, sowie Veranstaltungen für Kinder) im August in der Burg Črnomelj
- „Vinska vigred“ in Metlika (Weinfest im Mai)
- „Pridi zvečer na grad“ in Metlika (Open-Air-Veranstaltungen: Musik, Theater) von Juni bis August auf der Burg Metlika
- „Teden kulture na placu“ (deutsch: Kulturwoche auf dem Platz) jährlich Mitte bis Ende Juli in Metlika
- Sommerkarneval mit Flößen auf der Kolpa in Podzemelj Ende Juli
- vor allem im Sommer treffen sich Freizeit bzw. Hobbymaler in verschiedenen Mal-Kolonien

## Vereine
- Fotopub Črnomelj (Photographieklub), gegründet 2002
- Literarni klub Metlika (Literaturklub), gegründet 2002
- Društvo Žumberčanov in prijateljev Žumberaka Metlika (deutsch: Verein der Žumberaker und Freunde des Žumberak)

## Sport
Um den 15. August (Maria Himmelfahrt) herum findet schon seit mehreren Jahren ein kleiner Sprinttriathlon in Primostek an der Kolpa statt. Im Jahre 2012 wurde dieser Wettbewerb zum fünften Male ausgetragen. Es traten 154 Sportbegeisterte gegeneinander an. Diese Veranstaltung wird vom Sportbund Metlika und dem Tourismusverband Vigred Metlika veranstaltet.
Wintersportmöglichkeiten gibt es in Gače bei Črmošnjice.

## Internationale Grenzübergänge nach Kroatien
- Metlika
- Vinica

## Übernachtungsmöglichkeiten
- Hotel Bela krajina in Metlika
- Hotel Bojana in Črnomelj
- Gasthof Pri Štefaniču/Beim Štefanič in Dragatuš bei Črnomelj (Angebot: Ferien auf dem Bauernhof sowie Gasthof)
- Jugendherberge Dijaški dom Črnomelj (Während des Schuljahres ist die ein Internat, als Jugendherberge ist es nur während der Sommerferien geöffnet)
- Kamp Podzemelj Campingplatz Podzemelj

## Persönlichkeiten
- Oton Župančič, Dichter und Dramatiker, geboren in Vinica. Gehört zu den vier bedeutendsten Vertretern der slowenischen Moderne.
- Alojz Gangl, Bildhauer aus Metlika
- Engelbert Gangl
- Adolf Pirsch, Maler, 4. Juli 1858 in Gradac, † 28. April 1929 in Graz. Porträtierte unter anderem Kaiser Franz Josef, Wilhelm II. und Papst Leo XIII.
- Miran Jarc, Dichter und Schriftsteller
- Lojze Krakar
- Janko Lavrin
- Janez Štefanič „Jazo“, berühmter Volksmusikant (gezeichnet von Božidar Jakac), * 1909 in Golek bei Vinica, † gefallen 1944 bei Litija als Partizan der Brigade Cankar[40]
- Vinko Beličič, Dichter und Schriftsteller, * 19. August 1913 in Črnomelj, † 27. September 1999 in Triest. Lebte ab 1945 aus politischen Gründen in Triest, wo er auch als Gymnasiallehrer arbeitete und zahlreiche literarische Werke veröffentlichte.
- Juro Adlešič, Bürgermeister von Ljubljana während des Zweiten Weltkrieges
- Dušan Plut, Politiker der Grünen Partei Sloweniens während der Verselbständigung, heute Professor an der Philosophischen Fakultät in Ljubljana
- Violeta Tomič, Schauspielerin
- Maja Weiss, Regisseurin
- Marjan Jerman, Journalist
- Fanika Požek, Volkslied-Dichterin[41]
- Toni Verderber, Volksmusiker aus Stari Trg
- Janez Mihael Žagar, Arzt und Naturforscher (1732–1813)
- Andrej Bajuk, verstorbener slowenischer Ministerpräsident (Partei NSi)
- Jani Brajkovič, Radprofi, Tour-de-France-Teilnehmer und Olympionike (10. Platz, London 2012)[42]
- Dr. Anton Mavretič, (1934–2019), Elektroingenieur und Wissenschaftler. Studium der Elektrotechnik an der Universität Ljubljana, Masterarbeit und Promotion an der Universität von Denver (USA). Später Mitarbeiter am MIT (Cambridge/Mass., USA), Harvard-Universität (Center for Astrophysics, Harvard Observatory), und Professur an der Boston University. Mitarbeiter an den Projekten Voyager 1 und 2, Explorer 47 und 50, WIND, DSX, Space Shuttle.

## Galerie

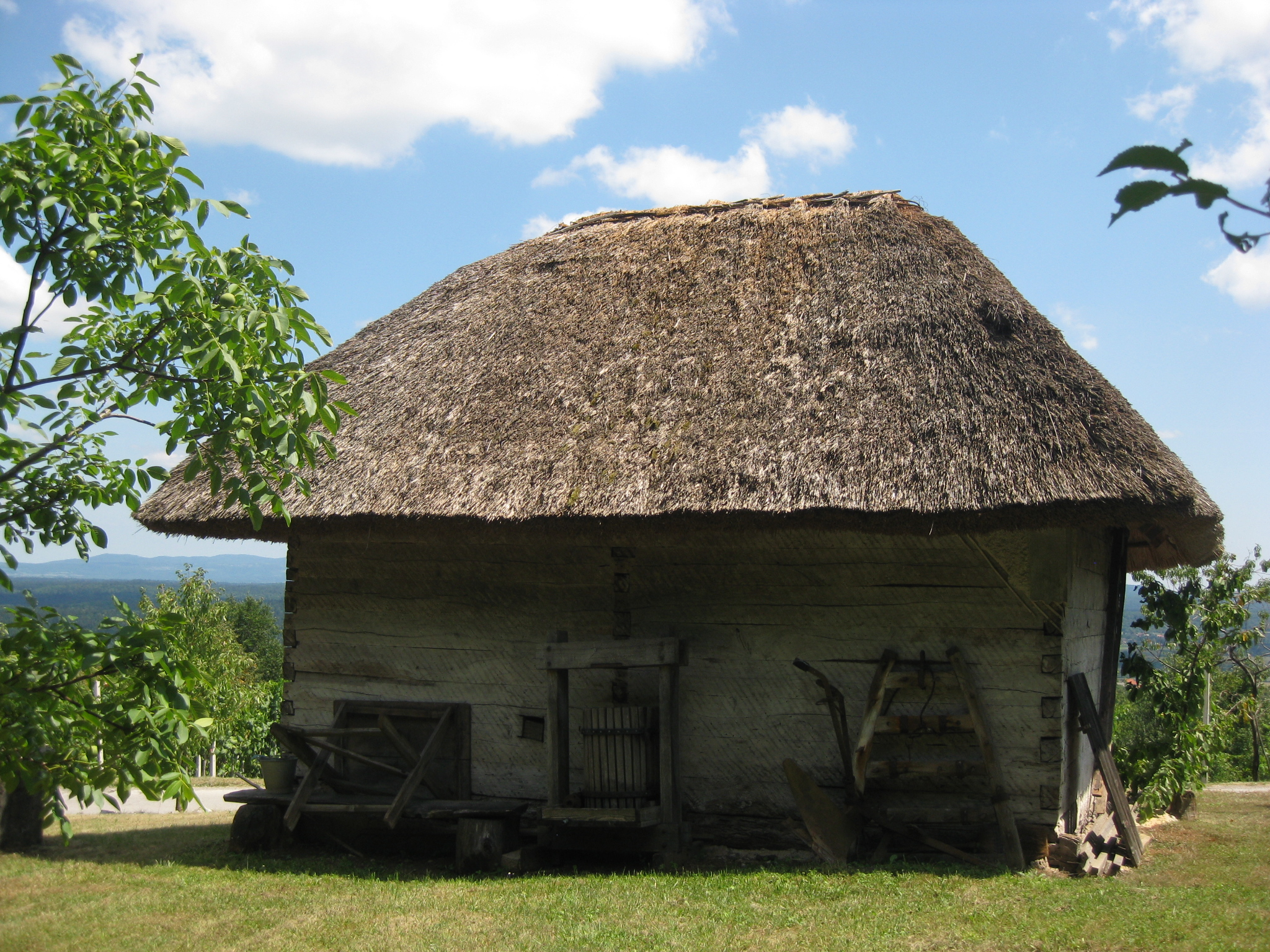
Hütte bzw. Keusche Ankin his bei Črnomelj
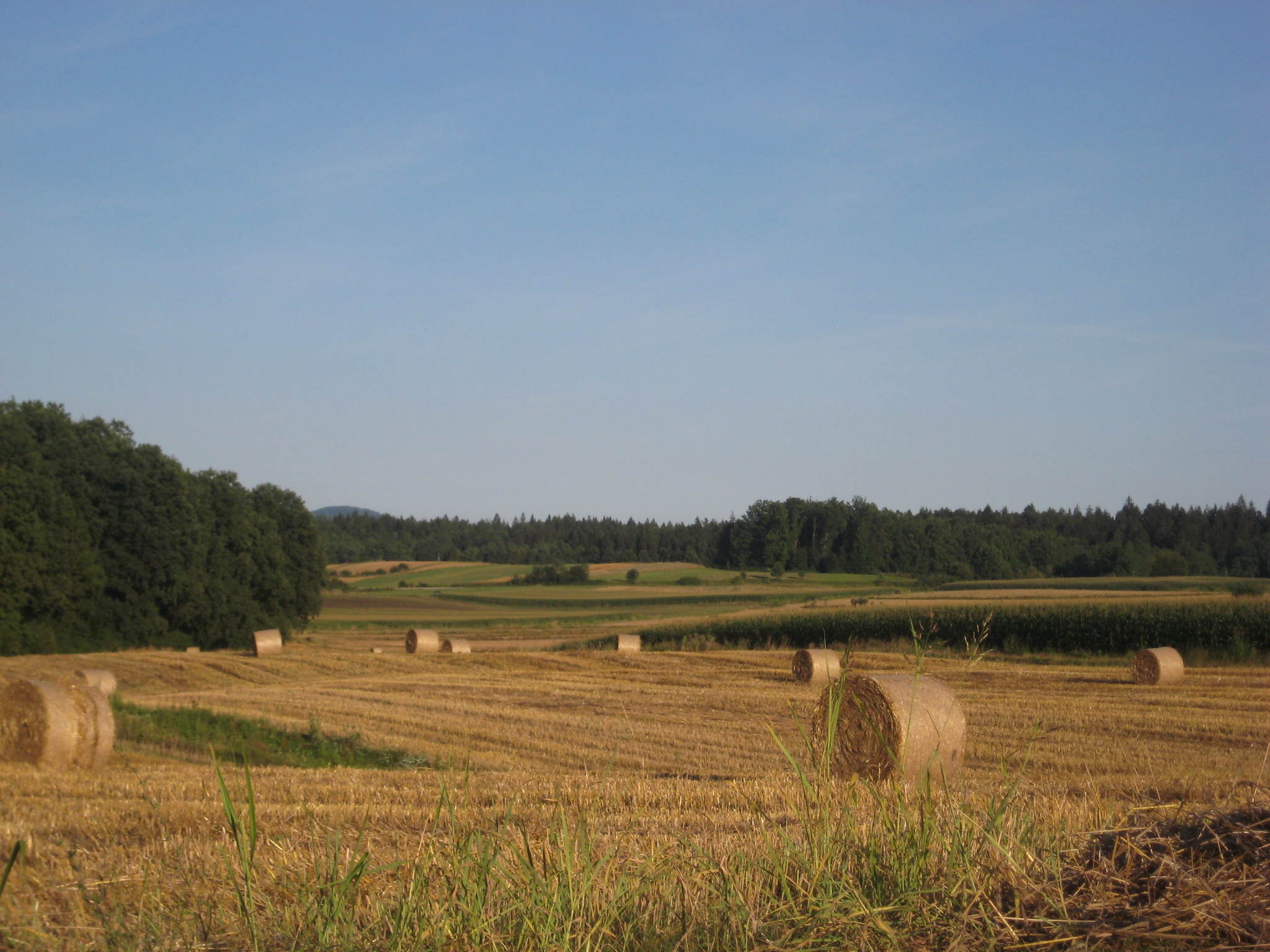
Felder bei Črnomelj
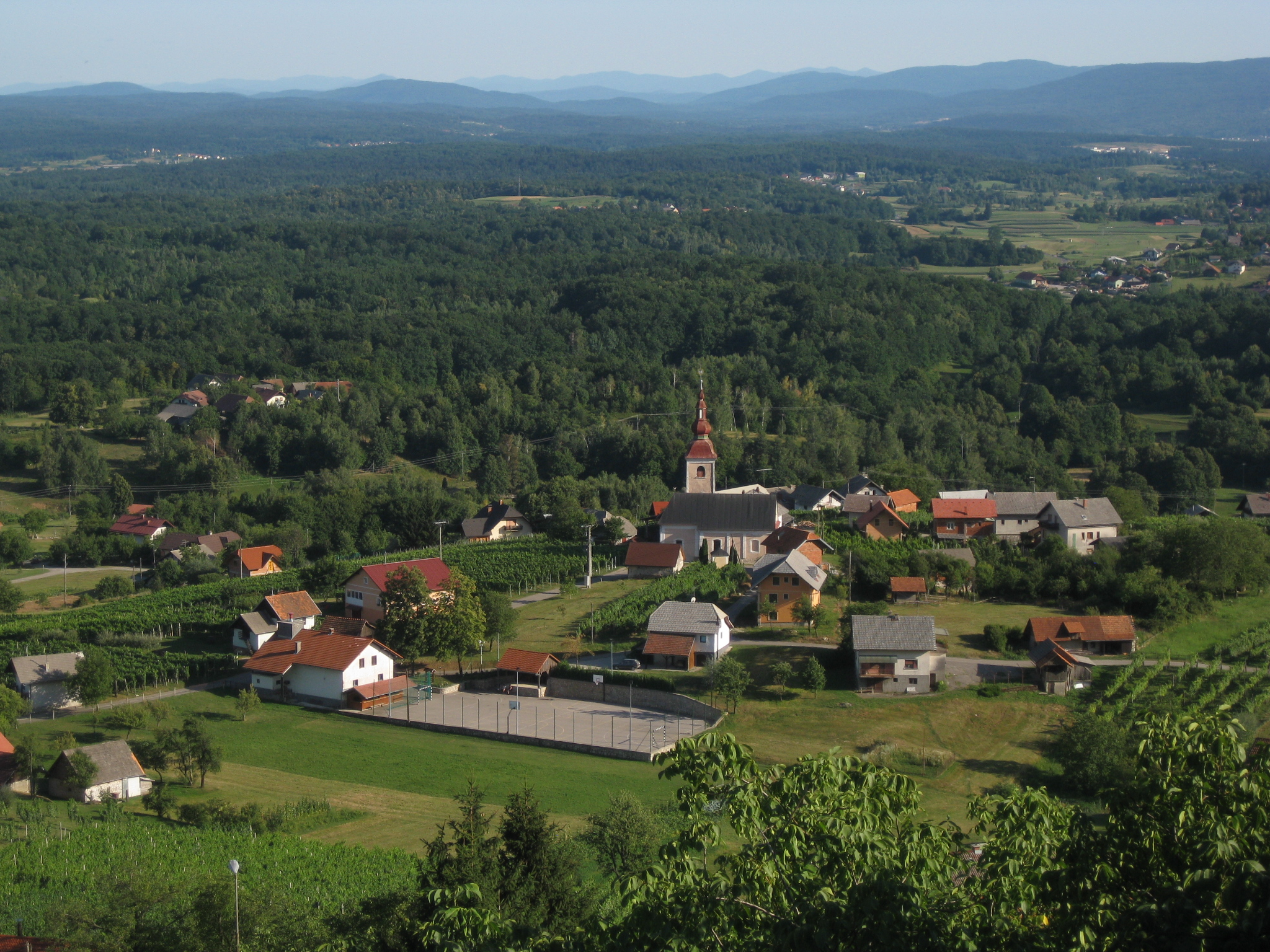
Die Bela Krajina mit Blick aus der Richtung von Semič
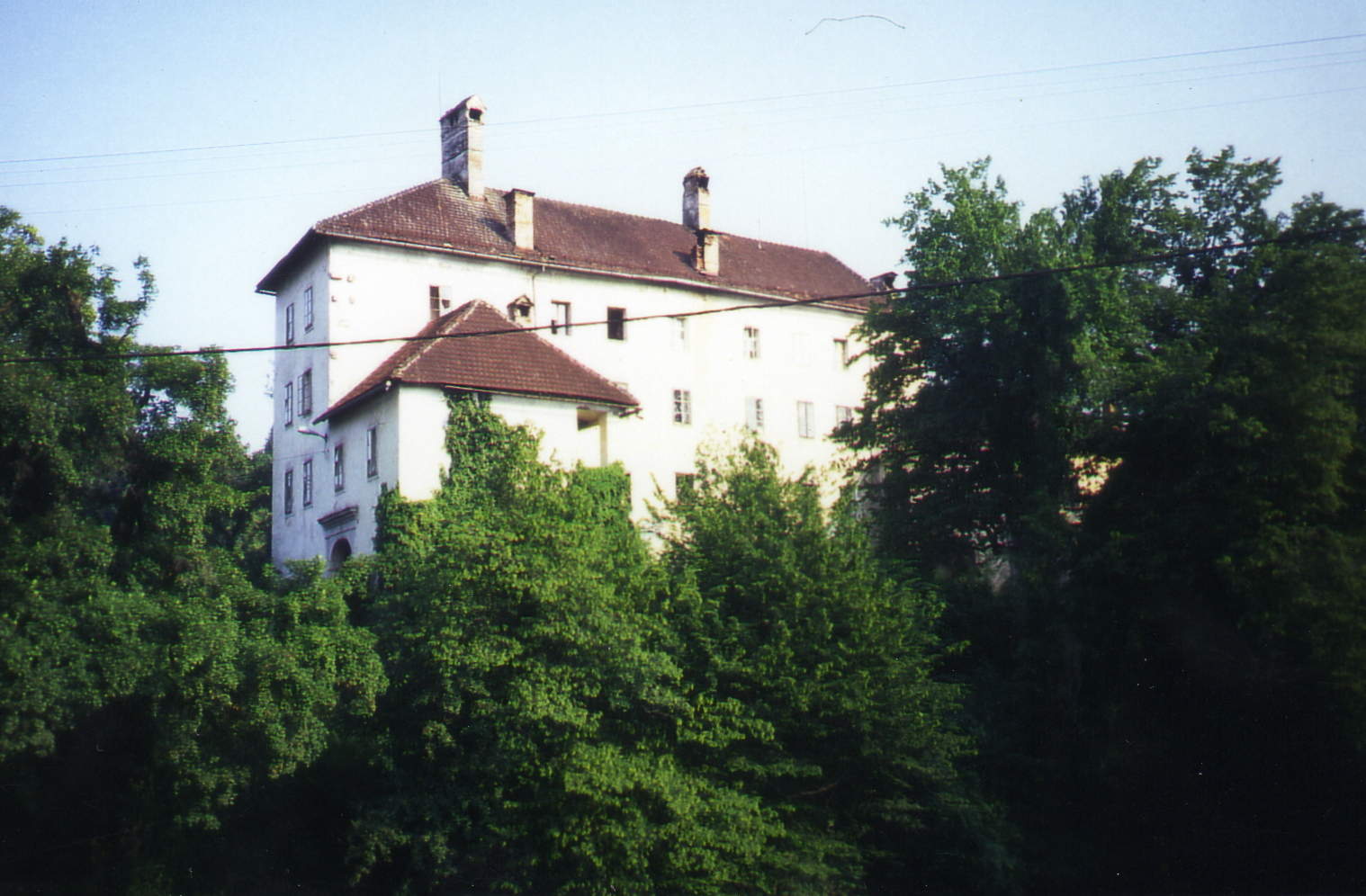
Schloss Gradac
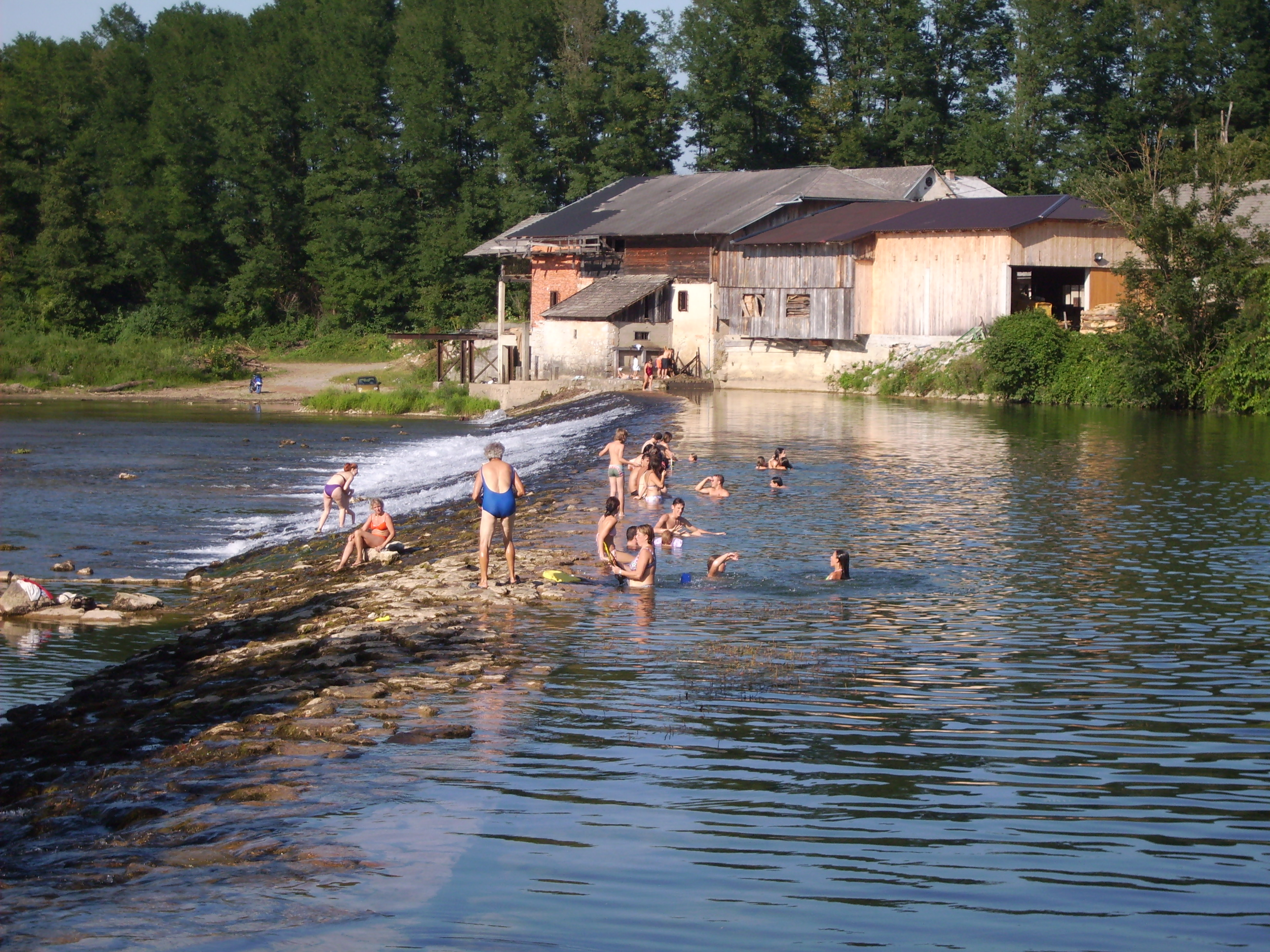
Wassermühle an der Kolpa bei Griblje
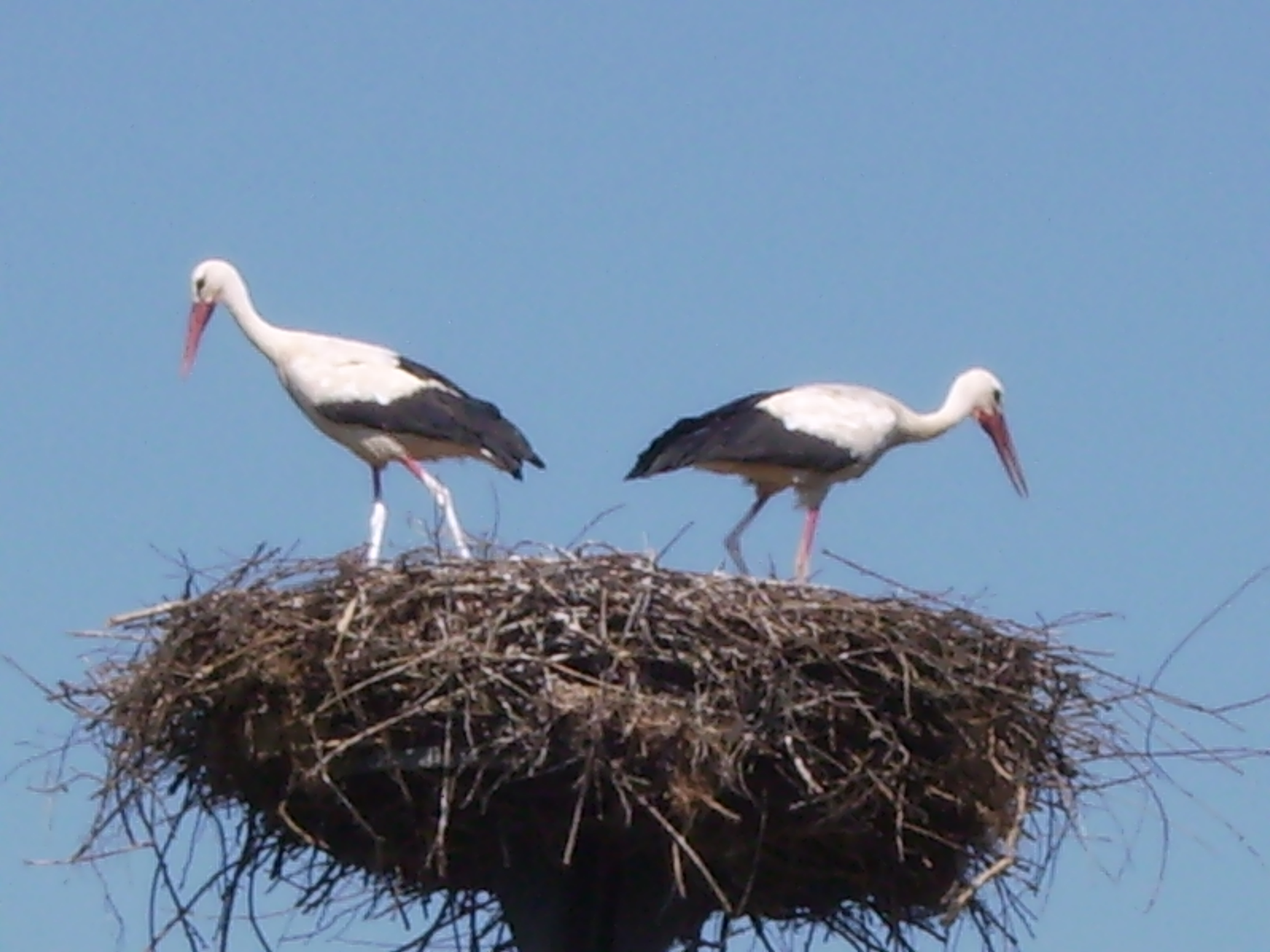
Störche in der Bela krajina
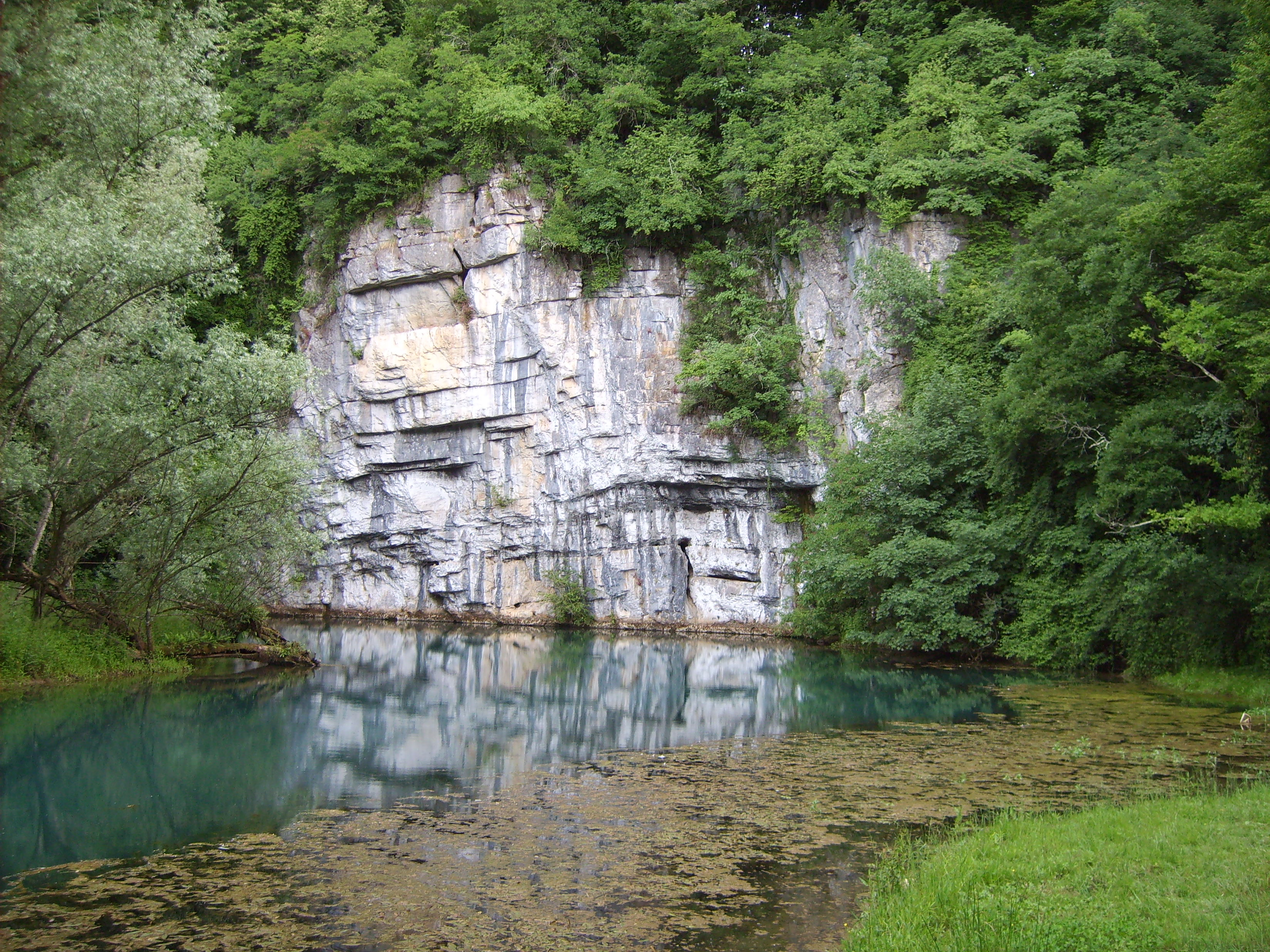
Quelle des Flusses Krupa
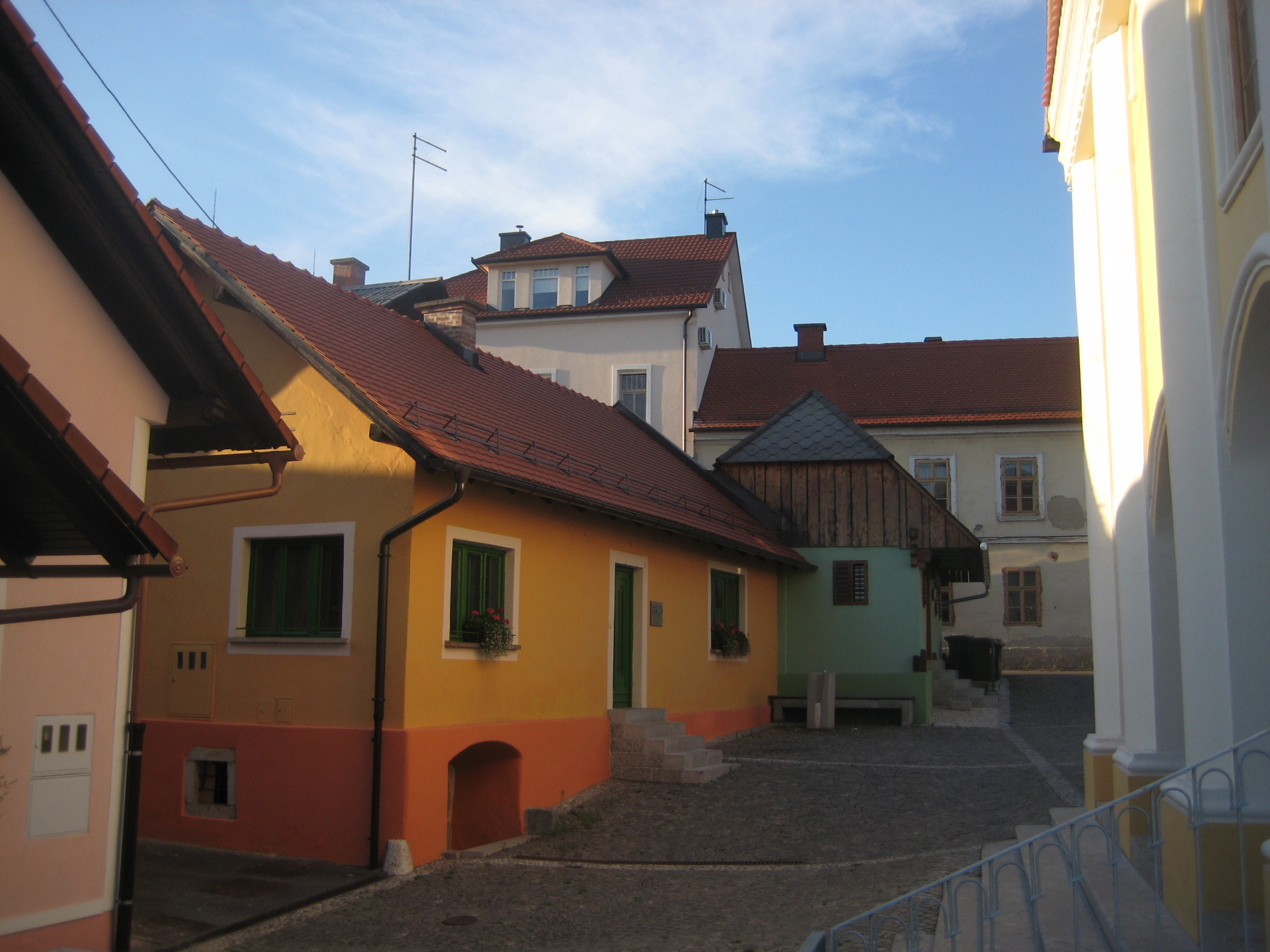
Črnomelj, Stadtkern